# كون يونغ-جين (لاعب كرة قدم)
كون يونغ-جين (هانغل: 권영진) هو لاعب كرة قدم كوري جنوبي في مركز الدفاع، ولد في 23 يناير 1991 في كوريا الجنوبية. لعب مع جونبك هيونداي موتورز.

## وصلات خارجية
- كون يونغ-جين (لاعب كرة قدم) على موقع رابطة كرة القدم اليابانية للمحترفين (اليابانية)
- كون يونغ-جين (لاعب كرة قدم) على موقع دوري كوريا الجنوبية (الإنجليزية)
- كون يونغ-جين (لاعب كرة قدم) على موقع قاعدة بيانات كرة القدم.إي يو (الإنجليزية)
- كون يونغ-جين (لاعب كرة قدم) على موقع Soccerway.com (الإنجليزية)